# Inclusió digital
La inclusió digital és un moviment social que pretén acabar amb la fractura digital. Per tant, no només tracta d'assegurar l'accés a les noves tecnologies sinó globalitzar-ne l'ús. Concretament busca atendre l'aprenentatge pràctic de les TIC en comunitats on aquestes tenen difícil penetració (per exemple els col·lectius de gent gran) i també intenta promoure polítiques públiques favorables a les TIC, l'elaboració de continguts digitals. Existeixen ja evidències de projectes amb impacte social que permeten l'accés a les tecnologies de persones adultes en processos de formació bàsica.
La inclusió digital, o eInclusió, és el terme utilitzat dins de la Unió Europea per anomenar les polítiques relacionades amb la consecució d'una societat de la informació inclusiva. En aquesta línia, els nous desenvolupaments tecnològics transformen el risc d'una fractura digital en cohesió digital, facilitant l'accés a les tecnologies de la informació i la comunicació a tota la societat, incloent-hi aquelles persones en desavantatge per raons diferents com ara l'educació, l'edat, el gènere, les discapacitats, l'origen ètnic o el lloc de residència (àrees rurals o regions remotes).
La Inclusió Digital abasta principalment el desenvolupament de polítiques adients, el manteniment d'una base de coneixement, el desenvolupament i la implementació de recerca i tecnologia i la difusió de bones pràctiques. A la Unió Europea la Inclusió Digital forma part del tercer pilar de la iniciativa política 2010, gestionada per la Direcció General de la Societat de la Informació i els Mitjans de Comunicació de la Comissió Europea.

## Efectes de la inclusió digital
- Enforteix l'autoestima personal, aconseguint que l'individu reconegui les seves capacitats mitjançant el treball propi i en grup.

- Supera els prejudicis i les limitacions percebudes a les TIC.

- Desenvolupa dinàmiques formatives basades en l'aprenentatge pràctic, especialment en la resolució de les necessitats personals i professionals.

- La persona ha de ser reconeguda per la comunitat i aquesta ha de trobar el seu espai en ella.

- Potencia l'accés a la informació i al coneixement, potenciant el desenvolupament de capacitats d'intercanvi i habilitats de recerca.

- Millora de la inserció laboral i social